# Coppa di Turchia 2019-2020 (pallavolo femminile)
La Coppa di Turchia 2019-2020 si è svolta dal 7 al 12 dicembre 2019: al torneo avrebbero dovuto partecipare dodici squadre di club turche e la vittoria finale non è stata assegnata ad alcuna squadra a causa della sospensione a tempo indeterminato di tutte le competizioni a seguito della pandemia di COVID-19. Originariamente la Final Eight si sarebbe dovuta svolgere a Gaziantep dal 2 al 4 aprile 2020, ma in seguito era stata riprogrammata ad Istanbul dal 27 al 29 marzo 2020.

## Regolamento
Alla competizione prendono parte tutte e 12 le squadre partecipanti alla Sultanlar Ligi. Al termine del girone di andata di regular season, le prime 4 classificate accedono direttamente alla Final Eight, mentre le formazioni classificate dal quinto al dodicesimo posto, sorteggiati gli abbinamenti, affrontano gli ottavi di finale sfidandosi in gare di andata e ritorno (viene disputato un golden set nella gara di ritorno nel caso in cui le squadre abbiano ottenuto una vittoria a testa per 3-0 o 3-1 nella gara di andata e ritorno o entrambe una vittoria per 3-2 nella gara di andata e ritorno); segue la Final Eight, strutturata in quarti di finale, semifinali e finale in gara unica. 

## Squadre partecipanti
| - Aydın BB - Beşiktaş - Beylikdüzü Vİ - Eczacıbaşı - Fenerbahçe - Galatasaray | - Karayolları - Nilüfer - PTT - Türk Hava Yolları - VakıfBank - Yeşilyurt |

## Torneo

### Ottavi di finale

#### Andata
| 7 dicembre 2019 Başkent Voleybol Salonu, Ankara Durata: 1h:27 - Spettatori: ?      | Karayolları   | 3 - 0 | Yeşilyurt         | 25-19, 25-23, 25-19        |
| 7 dicembre 2019 Burhan Felek Spor Salonu, Istanbul Durata: 1h:21 - Spettatori: 250 | Beşiktaş      | 0 - 3 | Türk Hava Yolları | 15-25, 18-25, 22-25        |
| 7 dicembre 2019 Başkent Voleybol Salonu, Ankara Durata: 1h:41 - Spettatori: 300    | PTT           | 3 - 1 | Aydın BB          | 19-25, 25-17, 25-18, 25-19 |
| 7 dicembre 2019 Burhan Felek Spor Salonu, Istanbul Durata: 1h:10 - Spettatori: 500 | Beylikdüzü Vİ | 0 - 3 | Nilüfer           | 11-25, 11-25, 20-25        |

#### Ritorno
| 12 dicembre 2019 Burhan Felek Spor Salonu, Istanbul Durata: 1h:54 - Spettatori: ?       | Yeşilyurt         | 3 - 1 | Karayolları   | 25-16, 25-15, 23-25, 25-18 Golden set:15-6 |
| 11 dicembre 2019 Burhan Felek Spor Salonu, Istanbul Durata: 1h:47 - Spettatori: 501     | Türk Hava Yolları | 3 - 1 | Beşiktaş      | 18-25, 25-17, 25-11, 27-25                 |
| 12 dicembre 2019 Mimar Sinan Kapalı Spor Salonu, Aydın Durata: 1h:54 - Spettatori: 700  | Aydın BB          | 1 - 3 | PTT           | 21-25, 16-25, 26-24, 20-25                 |
| 11 dicembre 2019 Cengiz Göllü Kapalı Spor Salonu, Bursa Durata: 1h:26 - Spettatori: 500 | Nilüfer           | 3 - 0 | Beylikdüzü Vİ | 25-18, 25-20, 25-17                        |